# Marles-sur-Canche
Marles-sur-Canche è un comune francese di 307 abitanti situato nel dipartimento del Passo di Calais nella regione dell'Alta Francia.

## Società

### Evoluzione demografica
Abitanti censiti